# Ancylolomia pectinifera
Ancylolomia pectinifera là một loài bướm đêm trong họ Crambidae.